# 12132 Вімфроґер
12132 Вімфроґер (12132 Wimfröger) — астероїд головного поясу, відкритий 24 вересня 1960 року.
Тіссеранів параметр щодо Юпітера — 3,372.